# Russel Case
Russel Case (...) è un attore statunitense.
È conosciuto per essere stato co-protagonista della serie TV Valentina del 1989, dove interpretava il ruolo di Phil Rembran.

## Biografia
Esordisce sul grande schermo con il film I predatori dell'anno Omega e nel contemporaneo Donna sola, in ciascuno dei quali ha ruoli minori o di comparsa. In seguito ritorna in patria, negli USA, dove ha il primo ruolo importante nel film Tre uomini di fuoco. Nel 1988 arriva uno dei suoi più importanti successi con il lungometraggio L'ultima tentazione di Cristo, anche se il 1989, con la serie TV tratta dal fumetto di Guido Crepax, Valentina sarà il primo ruolo da protagonista per Case. Ha recitato anche nella pellicola Robojox e per La puttana del re dove interpreta un ufficiale. Dal 1991 ha deciso di lasciare la carriera di attore per dedicarsi alla sua vita privata.